# Jim Brown
Pour les articles homonymes, voir Jim Brown (homonymie) et Brown.
College Football Hall of Fame 1995
Pro Football Hall of Fame 1971
(en) Statistiques sur pro-football-reference
James « Jim » Nathaniel Brown, né le 17 février 1936 à St. Simons, en Géorgie et mort le 18 mai 2023 à Los Angeles,, est un sportif professionnel de football américain devenu acteur à la fin de sa carrière sportive.
Au niveau universitaire, il a joué pendant trois saisons (1953-1956) dans la NCAA Division I FBS pour les Orange de l'université de Syracuse.
Pendant toute sa carrière professionnelle (1957-1965) dans la National Football League (NFL), Brown a joué au poste de fullback pour la franchise des Browns de Cleveland.
Désigné meilleur joueur de la ligue à trois reprises (1957, 1958 et 1965), Jim Brown remporte le titre de champion NFL en 1964. Sélectionné au Pro Bowl lors de toutes ses saisons dans la NFL, il termine meilleur coureur de la ligue lors de huit de ses neuf saisons.
En 2002, il est considéré par le Sporting News comme le meilleur joueur de football américain de tous les temps. 
Intronisé au Pro Football Hall of Fame et au College Football Hall of Fame, le numéro 32 de Brown a été retiré par la franchise des Browns.

## Biographie

### Jeunesse
James Nathaniel Brown est né le 17 février 1936 en Géorgie, son père est boxeur professionnel et sa mère Theresa est femme de ménage. Il évolue dans de multiples sports dans ses jeunes années, au football américain mais également à la crosse, au baseball, au basket-ball et en athlétisme. Il excelle au basket-ball en marquant en moyenne 38 points par rencontre.

### Carrière universitaire
À l'université, Brown s'engage avec l'Orange de Syracuse. Dans sa deuxième saison universitaire, il est le deuxième meilleur coureur de son équipe. La saison suivante, il court pour un total de 666 yards soit 5,2 yards par porté. Lors de sa dernière année universitaire avec Syracuse, Brown est sélectionné dans la meilleure équipe du pays. En huit rencontres, le running back court pour 986 yards et inscrit 14 touchdowns. Lors du dernier match de la saison, il inscrit six touchdowns à la course contre les Raiders de Colgate, un record, et réussit sept conversions de touchdowns pour un record de 43 points dans une même rencontre. Brown est la force offensive majeure de l'Orange lors de la saison. Lors du Cotton Bowl 1957, Jim Brown inscrit trois touchdowns contre les Horned Frogs de TCU mais Syracuse s'incline sur le score de 28 à 27 sur un coup de pied contré. Il termine cinquième au classement du trophée Heisman.
Il joue également à la crosse, où il inscrit 43 buts en 10 rencontres lors de sa dernière saison et est également choisi dans la meilleure équipe universitaire de la saison. Il est également l'un des meilleurs joueurs de l'équipe de basket-ball de l'université et fait partie de l'équipe d'athlétisme.

### Carrière professionnelle
Jim Brown est sélectionné en sixième position au premier tour de la draft 1957 par les Browns de Cleveland. Lors de sa première saison en National Football League, Brown court pour 237 yards contre les Rams de Los Angeles, battant le record de la ligue. Il est élu meilleur débutant de la saison, ainsi que meilleur joueur de la ligue.
Jim Brown s'impose comme le meilleur coureur de la ligue. Il poursuit sa domination lors de la saison 1958 de la NFL et est à nouveau choisi comme meilleur joueur NFL de l'année. Avec 1 527 yards sur la saison et 18 touchdowns à la course, personne ne l'arrête avant la fin de la saison où il est arrêté par les Giants de New York au Yankee Stadium lors de la rencontre éliminatoire, ne courant que huit yards en sept portés. Une semaine auparavant déjà, Brown avait éprouvé des difficultés à ne pas se faire tacler rapidement.
En puissance, il court à travers les défenses adverses et est difficile à arrêter pour les défenseurs adverses. Lors de la saison 1959, Brown court pour un total de 1 329 yards. En cours pour disputer le titre, les Browns s'inclinent sur les dernières rencontres, laissant la place qualificative aux Giants de New York.
Toujours dominant lors de la saison 1961, il mène la NFL en yards à la course pour la cinquième saison consécutive avec 1 408 yards. Son équipe n'arrive cependant pas à se qualifier pour les rencontres éliminatoires malgré ses performances.
Sa dernière saison dans la ligue est l'une de ses meilleures en carrière. Jim Brown court pour 1 544 yards en 1965, soit 677 de plus que le deuxième meilleur coureur de la saison, Gale Sayers, le débutant des Bears de Chicago. Désigné meilleur joueur de la saison pour la troisième et dernière fois, il atteint la rencontre pour le titre NFL contre les Packers de Green Bay mais s'incline contre l'équipe de Vince Lombardi.
Lors de la préparation de la saison 1966, Jim Brown est absent du camp d'entraînement car il est présent sur le tournage du film à grand budget Les Douze Salopards qui se déroule à Londres. Brown se dispute publiquement avec le propriétaire des Browns, Art Modell, qui le sanctionne de cent dollars par jour d'absence au camp d'entraînement. Le 14 juillet 1966, sur le tournage du film, Brown organise une conférence de presse et annonce qu'il ne va pas participer à la saison à venir.
En amateur, il joue au tennis en pariant de l'argent, en 1979 il joue contre Andre Agassi qui n'a alors que 9 ans et perd 500 dollars sur le score de 3-6, 3-6, 2-6.

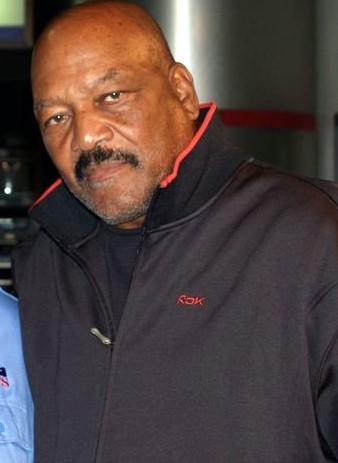
Jim Brown, 2007.

Il est également désigné trois fois MVP du Pro Bowl (1961, 1962 et 1965).
Parmi les films auxquels il a participé, on compte Les Douze Salopards (The Dirty Dozen) de Robert Aldrich en 1967 aux côtés de Lee Marvin et Charles Bronson et Les Cent Fusils (Rifles) de Tom Gries en 1969, célèbre pour la liaison interraciale qu'on lui fit jouer avec Raquel Welch.

### Controverse avec Kobe Bryant
Fier de son afro-américanité, il a reproché à Kobe Bryant son manque d'engagement aux côtés de la communauté afro-américaine.

## Palmarès et records
Jim Brown est l'un des meilleurs coureurs de l'histoire de la National Football League. Il dispute 118 matchs joués en 9 saisons, courant 2 359 courses pour un total de 12 312 yards gagnés en course. Il réceptionne également 262 passes lors de sa carrière pour un total de 2 499 yards gagnés sur passe. Il a inscrit 106 touchdowns à la course et 20 autres à la passe.

## Filmographie

### Cinéma
- 1964 : Rio Conchos de Gordon Douglas : sergent Franklyn
- 1967 : Les Douze Salopards de Robert Aldrich : Robert Jefferson
- 1968 : Le crime, c'est notre business de Gordon Flemyng : McClain
- 1968 : Le Dernier train du Katanga de Jack Cardiff : sergent Ruffo
- 1968 : Kenner de Steve Sekely : Kenner
- 1968 : Destination Zebra, station polaire de John Sturges : capitaine Lesley Anders
- 1969 : Les 100 fusils de Tom Gries : Lyedecker
- 1969 : La Mutinerie (Riot) de Buzz Kulik : Cully Briston
- 1970 : Tick... Tick... Tick et la violence explosa (…Tick… Tick… Tick…) de Ralph Nelson : Jimmy Price
- 1970 : L'Amoureuse de Jerry Paris : Tommy Marcott
- 1970 : El Condor de John Guillermin : Luke
- 1972 : Massacre (Slaughter) de Jack Starrett : Slaughter
- 1972 : Gunn la gâchette (Black Gunn ) de Robert Hartford-Davis : Gunn
- 1973 : L'Exécuteur noir (Slaughter's Big Rip-Off) de Gordon Douglas : Slaughter
- 1972 : L'Évadé de l'île du Diable (I Escaped from Devil's Island) : le bras
- 1973 : Le Pénitencier (The Slam) de Jonathan Kaplan : Curtis Hook
- 1973 : Les Démolisseurs (Three the Hard Way) de Gordon Parks Jr. : Jimmy Lait
- 1975 : La Chevauchée terrible de Antonio Margheriti : Pike
- 1977 : Kid Vengeance de Joseph Manduke : Isaac
- 1978 : Mélodie pour un tueur (Fingers) de James Toback : Dreems
- 1978 : L'Enfer du Pacifique (Pacific Inferno) de Rolf Bayer : Clyde Preston
- 1982 : Les Quatre justiciers (Chuck) de Fred Williamson : J
- 1987 : Running Man de Paul Michael Glaser : Fireball
- 1989 : Pour la mort d'un flic (L.A. Heat) de Joseph Merhi : capitaine Joe Wilkes
- 1989 : Crack House de Michael Fischa : Steadman
- 1992 : The Divine Enforcer de Robert Rundle : King
- 1996 : Mars Attacks! de Tim Burton : Byron Williams
- 1998 : He Got Game de Spike Lee : Spivey
- 1999 : L'Enfer du dimanche d'Oliver Stone : Montezuma Monroe
- 2004 : She Hate Me de Spike Lee : Geronimo Armstrong
- 2005 : Animal de David J. Burke : Berwell
- 2014 : Le Pari (Draft Day) d'Ivan Reitman : lui-même

### Voix françaises
| - Sady Rebbot (*1935 - 1994) dans : - Les Douze Salopards - Le Dernier Train du Katanga - Destination Zebra, station polaire - Le crime, c'est notre business - Tick... Tick... Tick et la violence explosa - Serge Sauvion (*1929 - 2010) dans : - El Condor - L'Exécuteur noir - Michel Barbey dans : - Les Démolisseurs - Mélodie pour un tueur - Mario Santini (*1945 - 2001) dans : - Mars Attacks! - L'Enfer du dimanche | et aussi : - François Valorbe (*1914 - 1977) dans Rio Conchos - Bachir Touré (*1929 - 2006) dans La Mutinerie - Georges Aminel (*1922 - 2007) dans Les Cent Fusils - Med Hondo (*1935 - 2019) dans Massacre - Henri Virlogeux (*1924 - 1995) dans Gunn la gâchette - Jacques Degor dans La Chevauchée terrible - Jean Michaud (*1921 - 2001) dans Running Man - Pierre Saintons dans Crach House (en) - Jean-Michel Farcy (*? - 2012) dans He Got Game - Pascal Nzonzi dans She Hate Me - Thierry Desroses dans Animal |

## Mort
Le 18 mai 2023, Brown décède à l'âge de 87 ans, sa deuxième épouse à ses côtés en son domicile de Los Angeles,. Les hommages du monde du sport et au-delà ont rapidement suivi, l'ancien running back de la NFL Barry Sanders postant sur Twitter : « Vous ne pouvez pas sous-estimer l'impact que Jim Brown a eu sur la NFL ». Emmitt Smith a écrit  « Il est et a été une véritable légende du sport et de la communauté en utilisant sa plate-forme pour aider les autres ». LeBron James, star de la NBA, a également écrit  en hommage : « Nous avons perdu un héros aujourd'hui. Repose au paradis de la légende Jim Brown. J'espère que chaque athlète noir prendra le temps de se renseigner sur cet homme incroyable et sur ce qu'il a fait pour changer tous nos vies. Nous nous appuyons tous sur tes épaules, Jim Brown ». Barack Obama, 44e et premier président noir des États-Unis, a écrit : « J'étais trop jeune pour me souvenir des actions de jeu de Jim Brown, mais je connaissais son héritage. L'un des plus grands joueurs de football de tous les temps, il était aussi acteur et activiste - s'exprimant sur les droits civiques et poussant d'autres athlètes noirs à faire de même ».

## Pour approfondir